# Mako Komuro

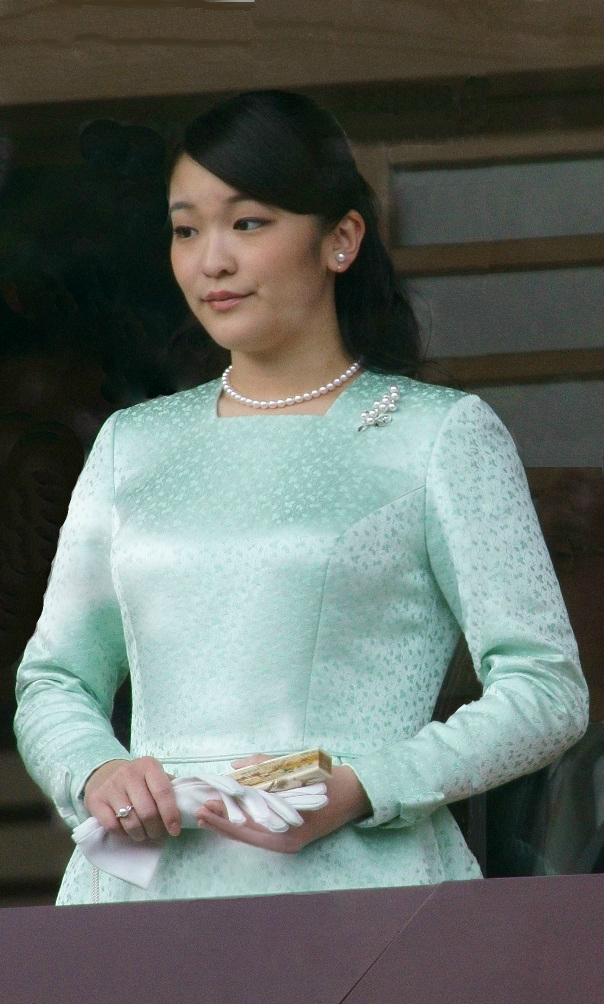
Prinzessin Mako (2015)

Mako Komuro (jap. 小室 眞子 Komuro Mako) (geboren als Prinzessin Mako von Akishino (jap. 眞子内親王 Mako-naishinnō) am * 23. Oktober 1991 in Tokio) ist eine ehemalige japanische Prinzessin des Kaiserhauses und die älteste Tochter des Kronprinzen Akishino und dessen Frau Kiko. Mako ist die erste Enkelin des emeritierten Kaisers Akihito und der emeritierten Kaiserin Michiko, Nichte von Kaiser Naruhito und Kaiserin Masako und die Schwester von Prinzessin Kako sowie des an zweiter Stelle der Thronfolge geführten Prinzen Hisahito.
Nach ihrer bürgerlichen Heirat im Oktober 2021 mit dem Juristen Kei Komuro, den sie 2012 während ihres Studiums kennengelernt hatte, schied sie entsprechend dem Gesetz über den kaiserlichen Haushalt aus dem Kaiserhaus aus.

## Leben
Prinzessin Mako besuchte der Tradition des Kaiserhauses folgend als Schülerin die allgemeine Gakushūin-Privatschule (jap. 学校法人学習院 Gakkō Hōjin Gakushūin), die ursprünglich zur Erziehung des japanischen Adels gegründet worden war. Schon während ihrer Jugend erlangte Prinzessin Mako große Beliebtheit und erreichte den Status eines Aidoru (für engl. Idol), was für Angehörige des Kaiserhauses eher ungewöhnlich war. Im August 2006 verbrachte sie zwei Wochen bei einer Gastfamilie in Österreich und nahm im selben Jahr zum ersten Mal einen offiziellen Auftritt als Mitglied der Kaiserfamilie wahr.
Sie studierte 2010 am University College Dublin, 2012 an der University of Edinburgh Anglistik und graduierte im März 2014 an der International Christian University (ICU) in Tokio. Damit war sie das erste Mitglied der Kaiserfamilie, das nicht die Gakushūin-Universität besucht hatte. 2011 wurde ihr mit dem Erreichen der Volljährigkeit der Orden der Edlen Krone 1. Klasse verliehen. Im selben Jahr beteiligte sie sich am Hilfseinsatz nach dem Tōhoku-Erdbeben. Im September 2014 reiste Prinzessin Mako nach England, um an der University of Leicester Museologie zu studieren. Im April 2016 wurde sie als Forscherin am Museum der Universität Tokio angestellt. Mako lernte aus eigenem Interesse die japanische Gebärdensprache.
Im Dezember 2015 war Mako zu ihrer ersten Auslandsreise ohne andere Mitglieder der Kaiserfamilie nach Honduras und El Salvador aufgebrochen. Als Prinzessin besuchte sie in den darauffolgenden Jahren außerdem Paraguay, Bhutan, Ungarn, Brasilien, Peru und Bolivien.
Zu ihren Aufgaben als Prinzessin gehörte das Besuchen von öffentlichen Veranstaltungen, religiösen Zeremonien und der Präfekturen Japans und das Empfangen von Staatsgästen. Zudem war sie Ehrenpräsidentin der Japan Tennis Association.
Im Mai 2017 berichteten japanische Medien über eine mögliche Verlobung Makos mit ihrem ehemaligen Studienkollegen Kei Komuro (小室 圭 Komuro Kei), den sie 2012 an der Universität kennengelernt hatte. Ein Sprecher des Kaiserlichen Hofamtes bestätigte Gerüchte darüber am 16. Mai 2017. Die Hochzeitsfeier sollte der kaiserlichen Tradition entsprechend etwa ein Jahr nach der offiziellen Bekanntgabe der Verlobung durch das Hofamt erfolgen, was am 3. September 2017 geschehen war. Am 6. Februar 2018 verkündete Mako jedoch über eine vom Kaiserlichen Hofamt veröffentlichte schriftliche Stellungnahme, dass die Hochzeit auf ihren Wunsch hin um zwei Jahre auf 2020 verschoben werde. Sie begründete die Entscheidung mit unzureichenden Vorbereitungen für die Hochzeit nach dem plötzlichen Bekanntwerden der Verlobung durch die Presse im Mai 2017. Sie wies auch darauf hin, dass sie der Abdankung Kaiser Akihitos und der folgenden Thronbesteigung durch Kronprinz Naruhito im Frühjahr 2019 Vorrang gewähren wolle. Tatsächlicher Grund für die Verschiebung der Heirat war jedoch die negative Berichterstattung über Kei Komuros Familie, die wegen finanzieller Probleme Schulden nicht beglichen hatte. Kei Komuro ging 2018 zurück in die USA, wo er Jura studierte und in einer Anwaltskanzlei zu arbeiten begann. Im Oktober 2021 kehrte er nach Japan zurück. Im selben Monat heirateten Mako und Kei. Die Ehe wurde ohne die am kaiserlichen Hofe üblichen traditionellen Hochzeitszeremonien vollzogen. Mako verlor entsprechend dem Gesetz über den kaiserlichen Haushalt ihren Status als Angehörige des Kaiserhauses und ihren Adelstitel. Obwohl Mako bereits lange vor der Heirat erklärt hatte, auf eine steuerfinanzierte Mitgift in Höhe von rund umgerechnet einer Million Euro zu verzichten, um nicht den Eindruck entstehen zu lassen, dass damit die Schulden der Komuro-Familie bezahlt werden würden, riss die negative Berichterstattung nicht ab. Kurz vor der Eheschließung gab das Hofamt bekannt, dass Mako deswegen eine posttraumatische Belastungsstörung entwickelt habe. Nach der Heirat folgte sie ihrem Ehemann in die Vereinigten Staaten. Für Aufenthalte in Japan nutzt Mako eine eigene Immobilie in Shibuya (Tokio), weil es ihr per Gesetz nicht mehr gestattet ist, am kaiserlichen Hof zu leben. 2025 kam ihr erstes Kind zur Welt.